# Sint-Remigiuskerk (Liers)

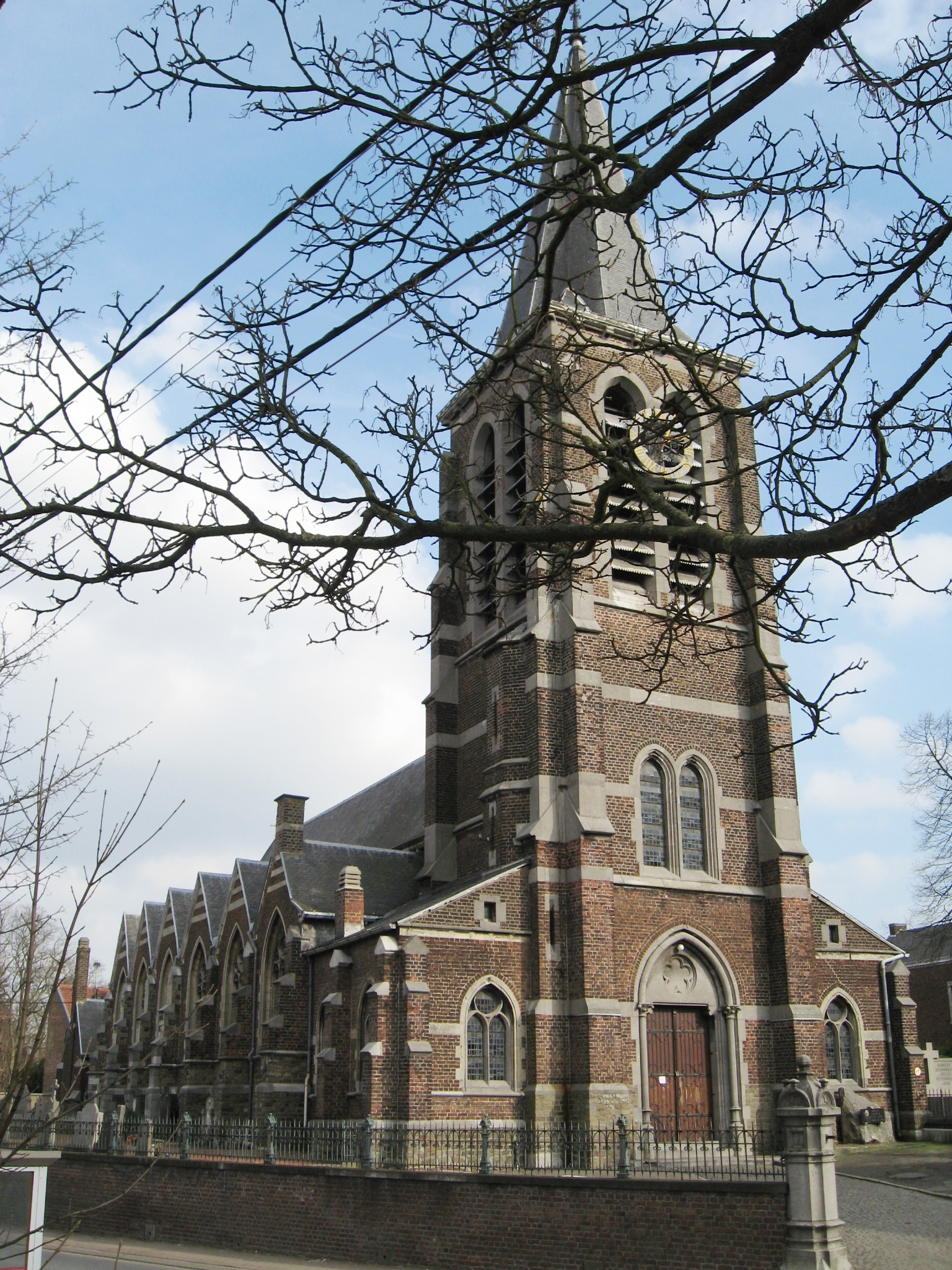
Sint-Remigiuskerk

De Sint-Remigiuskerk (Église Saint-Rémy) is de parochiekerk van Liers in de Belgische provincie Luik.

## Geschiedenis
De parochie is al oud. Deze werd in de 8e eeuw gesticht, maar voordien was er al een klein bedehuis. De Sint-Remigiuskerk was de moederkerk van de parochies Vottem, Milmort en Rocourt, terwijl Voroux-lez-Liers tot in de 19e eeuw onderdeel van de parochie uitmaakte.
De parochie was ondergeschikt aan de bisschop van Luik, maar op 17 mei 1012 werd ze door keizer Hendrik II toebedeeld aan de Abdij van Florennes. Liers werd een dubbele heerlijkheid: Zowel de geestelijkheid van Florennes, als een wereldlijk heer, oefenden macht uit. Er waren dan ook twee gerechtshoven. Op 22 januari 1311 verkocht deze abdij de bezittingen in Liers aan het kapittel van de Sint-Lambertuskathedraal te Luik. In 1760 verkocht de laatste wereldlijk heer zijn heerlijke rechten eveneens aan het kapittel. De twee gerechtshoven bleven echter tot 1796 bestaan.

## Gebouw
De huidige bakstenen kerk is van oorsprong 13e-eeuws en kwam tot stand dankzij de Abdij van Florennes. Er ontstond een gotisch gebouw dat tal van wijzigingen heeft ondergaan in de 15e, 17e en 19e eeuw. In 1894 werden werken uitgevoerd, onder leiding van Edmond Jamar, die tot de huidige toestand van de kerk leidden, met sterk neogotische elementen. Naast baksteen is ook gebruik gemaakt van zandsteen, mergelsteen en kalksteen.
De zware ingebouwde toren is 40 meter hoog en heeft een achtzijdige spits. Het koor heeft een vlakke afsluiting. De zijbeuken hebben  zes traveeën, afgesloten aan beide zijden met topgevels.